# Europawahl in Italien 1984
- Kommunisten (PCI): 26
- Sozialisten (PSI, PSDI): 12
- RBW: 3
- Liberaldemokraten (PLI, PRI): 5
- Europäische Volkspartei (DC, SVP): 27
- Europäische Rechte (MSI): 5
- fraktionslos (PR): 3

Die Europawahl in Italien 1984 fand am 17. Juni 1984 im Rahmen der EG-weiten Europawahl 1984 statt. In Italien wurden 81 der 434 Sitze im Europäischen Parlament vergeben.
Die Wahl fand unter dem Eindruck des Todes des kommunistischen Parteichefs Enrico Berlinguer zehn Tage vor der Wahl statt. Sie führte zu einem historischen Sieg der Kommunistischen Partei.

## Wahlsystem

Die fünf Wahlkreise Italiens

Das Land war in fünf Wahlkreise aufgeteilt: Italia nord-occidentale (Nordwestitalien: Piemont, Aostatal, Ligurien, Lombardei), Italia nord-orientale (Nordostitalien: Venetien, Trentino-Südtirol, Friaul-Julisch Venetien, Emilia-Romagna), Italia centrale (Mittelitalien: Toskana, Umbrien, Marken, Latium), Italia meridionale (Süditalien: Abruzzen, Molise, Kampanien, Apulien, Basilikata, Kalabrien) und Italia insulare (Inseln: Sizilien, Sardinien). Die Verteilung der Sitze erfolgte zuerst landesweit, dann pro Parteiliste nach den Wahlkreisen. Innerhalb der Listen gingen die Mandate an die Kandidaten mit den meisten Stimmen.

## Ergebnis
44.948.253 Personen waren wahlberechtigt. Die Wahlbeteiligung lag bei 82,47 % (37.069.626 Wähler). 1.928.073 Wahlzettel (5,2 %) wurden blank oder ungültig abgegeben.
| Kürzel          | Partei                                                  | Stimmen    | Anteil | ±     | Mandate | ±   | Fraktion     |
| --------------- | ------------------------------------------------------- | ---------- | ------ | ----- | ------- | --- | ------------ |
| PCI             | Partito Comunista Italiano                              | 11.714.428 | 33,33  | +3,76 | 27      | +3  | COM *        |
| DC              | Democrazia Cristiana                                    | 11.583.767 | 32,96  | −6,49 | 26      | −3  | EVP          |
| PSI             | Partito Socialista Italiano                             | 3.940.445  | 11,21  | +0,18 | 9       | ±0  | SOC          |
| MSI-DN          | Movimento Sociale Italiano                              | 2.274.556  | 6,47   | +1,02 | 5       | +1  | ER           |
| PLI-PRI         | Partito Liberale Italiano-Partito Repubblicano Italiano | 2.134.057  | 6,11   | −0,10 | 5       | ±0  | LD           |
| PSDI            | Partito Socialista Democratico Italiano                 | 1.208.925  | 3,46   | −0,83 | 3       | −1  | SOC          |
| PR              | Partito Radicale                                        | 1.194.935  | 3,42   | −0,26 | 3       | ±0  | fraktionslos |
| DP              | Democrazia Proletaria                                   | 495.904    | 1,44   | +0,72 | 1       | ±0  | RBW          |
| SVP             | Südtiroler Volkspartei                                  | 196.819    | 0,56   | ±0,00 | 1       | ±0  | EVP          |
| PSd'Az-UV-altri | Federalismo - Europa dei Popoli                         | 190.327    | 0,54   | +0,08 | 1       | +1  | RBW          |
| LV              | Liga Veneta - Unione per l’Europa Federalista           | 161.926    | 0,46   | neu   | –       | neu |              |